# Sébastien Lepape
 Sébastien Lepape (* 4. Juli 1991 in Montivilliers) ist ein französischer Shorttracker.

## Werdegang
Sándor debütierte im Februar 2009 in Sofia im Shorttrack-Weltcup und belegte dabei über 1000 m und 1500 m jeweils den 26. Platz. In der Saison 2010/11 erreichte er mit zweiten Plätzen in Montreal und in Moskau mit der Staffel über 5000 m seine ersten Podestplatzierungen im Weltcup. Bei den Juniorenweltmeisterschaften 2011 in Courmayeur gewann er Gold mit der Staffel über 3000 m. Sein bestes Resultat bei den Europameisterschaften 2014 in Dresden war der vierte Platz über 500 m. Bei seiner ersten Olympiateilnahme 2014 in Sotschi errang er den 22. Platz über 500 m, den 12. Platz über 1000 m und den achten Platz über 1500 m. Sein bestes Ergebnis bei den Weltmeisterschaften 2015 in Moskau war der 12. Platz über 500 m. Zu Beginn der Saison 2015/16 erreichte er in Toronto mit dem dritten Rang über 500 m seine erste Weltcuppodestplatzierung im Einzel. Im weiteren Saisonverlauf kam er 500 m dreimal unter die ersten Zehn und belegte damit den achten Platz im Weltcup über 500 m. Bei den Europameisterschaften 2016 in Sotschi wurde er Sechster mit der Staffel und Fünfter im Mehrkampf. In den Einzelrennen errang er den zweiten Platz über 3000 m. Sein bestes Resultat bei den Weltmeisterschaften 2016 in Seoul war der achte Platz über 1000 m. Im folgenden Jahr kam er bei den Europameisterschaften in Turin auf den neunten Platz im Mehrkampf und auf den achten Rang mit der Staffel. In der Saison 2017/18 holte er bei den Europameisterschaften 2018 in Dresden die Bronzemedaille über 500 m und belegte bei den Olympischen Winterspielen 2018 in Pyeongchang den 22. Platz über 500 m, den 19. Rang über 1000 m und den 15. Platz über 1500 m. In der Saison 2018/19 erreichte er mit drei Top-Zehn-Platzierungen über 1000 m, darunter Platz drei in Dresden, den zehnten Platz im Weltcup über 1000 m. Zudem wurde er in Salt Lake City Dritter mit der Mixed-Staffel. Bei den Europameisterschaften 2019 in Dordrecht kam er auf den achten Platz im Mehrkampf und auf den vierten Platz mit der Staffel.

## Persönliche Bestzeiten
- 500 m      40,547 s (aufgestellt am 11. November 2017 in Shanghai)
- 1000 m    1:23,455 min. (aufgestellt am 14. Januar 2018 in Dresden)
- 1500 m    2:10,977 min. (aufgestellt am 13. November 2016 in Salt Lake City)
- 3000 m    4:46,411 min. (aufgestellt am 14. Dezember 2013 in Vaujany)